# Reichsuniversität Straßburg

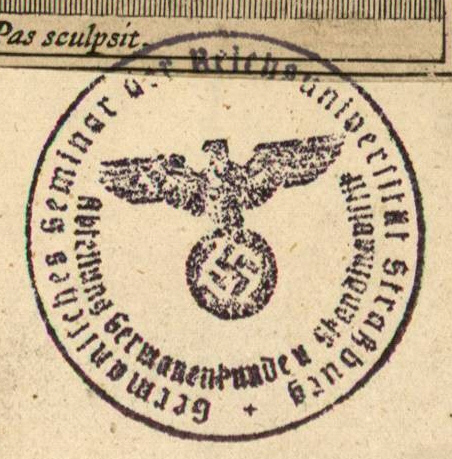
Stempel des Germanistischen Seminars der Reichsuniversität Straßburg, „Abteilung Germanenkunde und Skandinavistik“

Als Reichsuniversität Straßburg bezeichnet man die Universität Straßburg während der NS-Herrschaft in Straßburg, also von November 1941 bis November/Dezember 1944. Jedoch trug auch die Kaiser-Wilhelm-Universität Straßburg den Beinamen „Reichsuniversität“, da sie zentral vom Reichskanzleramt verwaltet wurde. Mit dem Namen sollte einerseits eine Kontinuität zu ihr hergestellt werden. Zum anderen sollte Straßburg Zentrum der Westforschung werden. Diese sollte helfen, die westlichen Nachbarn an die neue europäische Ordnung zu binden und für die unter deutscher Führung entstehende Völkergemeinschaft zu gewinnen.
Die Reichsuniversität Straßburg wurde im Herbst 1944 bei der Befreiung des Elsass durch die Franzosen nach Tübingen verlegt und durch die alte französische Universität ersetzt.

## Anfänge
Die Kaiser-Wilhelm-Universität in Straßburg wurde 1919 geschlossen und als Université de Strasbourg als französische Universität wieder gegründet. Sie wurde nach Kriegsausbruch Anfang September 1939 nach Clermont-Ferrand evakuiert und dort mit Lehr- und Forschungsbetrieb unter gleichem Namen weitergeführt.
Hitler verkündete die Neugründung einer deutschen Universität in Straßburg bei einem Besuch im Juni 1940 eher beiläufig, ohne sich zuvor mit den zuständigen Staats- und Parteistellen abzustimmen. Nach dem Waffenstillstand zwischen Frankreich und Deutschland im Juni 1940 und der deutschen Besetzung Frankreichs wurde eine Zivilverwaltung für das Elsass eingerichtet. Der Chef der Zivilverwaltung im Elsass, Robert Wagner ließ schon ab Juli 1940 Entwürfe und Planungen zur Gründung einer Universität in Straßburg erstellen, für die er die Zivilverwaltung im Elsass als eigen- und alleinverantwortliche Instanz betrachtete, nachdem diese direkt der Verantwortung Hitlers unterstellt worden war. In dieser Sache beanspruchten jedoch auch andere Stellen und Ministerien die Kompetenz und Verantwortung, besonders das Reichswissenschaftsministerium. Im Kompetenzstreit mit Wagner wurde ihm im April 1941 die Zuständigkeit für die werdende Reichsuniversität zugesprochen. Das Ministerium übernahm daraufhin auch die Finanzierung.

## Eröffnung
Für die Eliteuniversität waren vom Reichswissenschaftsministerium wie vom Chef der Zivilverwaltung 112 Professorenstellen geplant, was eine Bewerberflut nach sich zog. Zahlreiche Verwaltungs- und Parteidienststellen versuchten die Besetzung zu beeinflussen. Tatsächlich wurden nie alle Planstellen besetzt und konnten es auch bereits kriegsbedingt nicht mehr. Zu Beginn des Jahres 1942 z. B. lehrten nur 53 ordentliche und 11 außerordentliche Professoren an der Reichsuniversität, zum Wintersemester 1942/1943 zählt das entsprechende Personal- und Vorlesungsverzeichnis 56 ordentliche und 20 außerordentliche Professoren zum universitären Lehrkörper.
Die Reichsuniversität Straßburg wurde mit einem Festakt am 23. November 1941 im Lichthof des Universitätshauptgebäudes eröffnet. Zugegen waren Reichserziehungsminister Bernhard Rust, Reichsstatthalter Robert Wagner, Staatsminister Otto Meissner, zahlreiche Vertreter aus Partei, Wehrmacht und Staat und die Rektoren aller deutschen Hochschulen.
Der Rektor Karl Schmidt sah für die Universität durch Lage und Tradition besondere Aufgaben; sie solle helfen, „auf geistigem Gebiete den Westen von der inneren neuen Ordnung zu überzeugen und ihn für Europa zu gewinnen“. Rust forderte die Lehrenden und Lernenden auf, „in das Erbe der kämpfenden Geschlechter mit den Waffen des Geistes einzutreten und für eine Erneuerung kämpferischen, nur der Wahrheit verschworenen Forschergeistes eines erwachten Europas zu wirken“. „Verdiente Männer aus dem Elsaß und dem Altreich“ wurden zu Ehrenbürgern der Reichsuniversität ernannt.
Siehe auch: Straßburger SC-Kameradschaften

## Organisation

### Gliederung
Die Reichsuniversität Straßburg wurde – wie geplant – mit vier Fakultäten ausgestattet.
- Naturwissenschaftliche Fakultät, Dekan Georg Niemeier
- Philosophische Fakultät, Dekan Ernst Anrich (Wintersemester 1941/1942 – Wintersemester 1942/1943), Hubert Schrade (ab Sommersemester 1943)
- Medizinische Fakultät, Dekan Johannes Stein
- Rechts- und Staatswissenschaftliche Fakultät, Dekan Friedrich Schaffstein

### Rektor
Von 1941 bis zur Eroberung von Straßburg durch die Alliierten im November 1944 war der Augenheilkundler Karl Schmidt Rektor der Reichsuniversität. Er war von 1936 bis 1939 bereits Rektor der Rheinischen Friedrich-Wilhelms-Universität Bonn gewesen. Der nationalsozialistische Rechtsgelehrte Georg Dahm fungierte bis 1944 als sein Prorektor.

## Lehrer

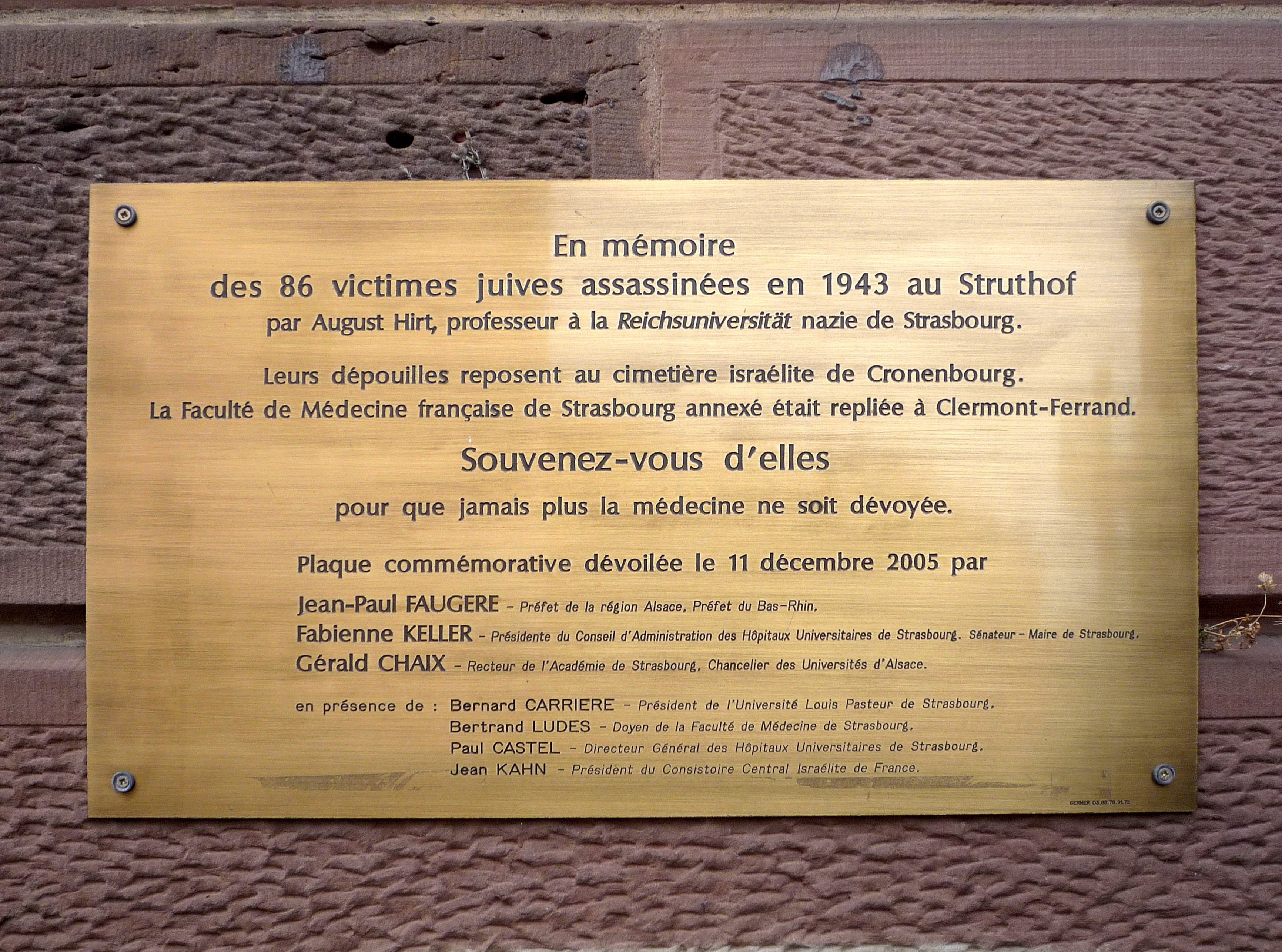
Gedenktafel für die Opfer von August Hirt am Institut für Anatomieforschung

An dieser Universität lehrten unter anderem der Kernphysiker Rudolf Fleischmann, der Theoretische Physiker Carl Friedrich von Weizsäcker, der Experimentalphysiker Wolfgang Finkelnburg, die Chemiker Walter und Ida Noddack, der Geologe Otto Rudolph Wilckens (1876–1943), der Mineraloge Friedrich Karl Drescher-Kaden, die Staatsrechtler Ernst Rudolf Huber und Herbert Krüger, die Historiker Ernst Anrich, Günther Franz, Hermann Heimpel sowie als Assistent Hermann Löffler (1962–1973 Professor an der PH Heidelberg), der Kunsthistoriker Hubert Schrade, der Psychologe Hans Bender, der für seine Fleckfieberversuche an Häftlingen im KZ Natzweiler-Struthof bekannte Bakteriologe Eugen Haagen, der für seine Giftgasversuche an Häftlingen gleichenorts bekannte Internist Otto Bickenbach und der für Kampfstoffversuche an Menschen und die Ermordung von KZ-Häftlingen für die geplante „Straßburger Schädelsammlung“ berüchtigte Anatom August Hirt. Die Personalakten der Reichsuniversität Straßburg wurden 1962 vom Bundesarchiv langfristig an das Bundesverwaltungsamt ausgeliehen und gelten seit 1984 als verloren.

## Ende und Verlagerung
Im August/September 1944 wurden erhebliche Mengen an Büchern und wissenschaftliche Geräten der Universität sowie die Sachausstattung aller naturwissenschaftlichen und teilweise der medizinischen Institute nach Tübingen und andere Orte in Süddeutschland verlagert. Ende September 1944 wurden bei einem alliierten Luftangriff auf Straßburg die Versorgungsleitungen der Universitätsgebäude teilweise zerstört und nachfolgend Vorbereitungen zur Errichtung einer Außenstelle der Reichsuniversität Straßburg in Tübingen eingeleitet. Französische wie amerikanische Truppen rückten überraschend am 23. November 1944 in Straßburg ein, wobei die Universitätsangehörigen größtenteils flüchteten und damit der Universitätsbetrieb endgültig zum Erliegen kam. Offiziell wurde die Reichsuniversität erst am 18. Dezember 1944 auf Anordnung des Reichwissenschaftsministeriums nach Tübingen verlegt und nahm dort in sehr kleinem Umfang den Vorlesungsbetrieb wieder auf. Tübingen selber wurde am 19. April 1945 von französischem Militär besetzt; Ende Mai wurden den in Tübingen verbliebenen Angehörigen der Reichsuniversität gekündigt und verlagerte Bibliotheksbestände und Sachausstattung der Reichsuniversität von französischer Seite nach Straßburg abtransportiert – zugunsten der Université de Strasbourg.